# Sancho I van Aragón
Sancho I Ramírez van Aragón, ook bekend als Sancho V van Navarra (ca. 1042 – Huesca, 4 juni 1094), was van 1063 tot aan zijn dood koning van Aragón en van 1076 tot aan zijn dood koning van Navarra. Hij behoorde tot het huis Jiménez.

## Levensloop
Sancho I Ramírez was de zoon van koning Ramiro I van Aragón en diens eerste echtgenote Gilberga van Comminges. 
In 1063 volgde hij zijn vader op als koning van Aragón. Tussen 1067 en 1068 raakte Sancho betrokken in conflict tussen zijn twee neven: koning Sancho IV van Navarra en koning Sancho II van Castilië. Dit conflict draaide uit op een oorlog die de Oorlog tussen de Drie Sancho's werd genoemd. Koning Sancho II van Castilië probeerde om Bureba en La Rioja te heroveren, die zijn vader aan het koninkrijk Navarra had geschonken, maar dat mislukte. Om zijn koninkrijk te beschermen riep koning Sancho IV van Navarra vervolgens de hulp in Sancho van Aragón. Sancho I en Sancho IV werden echter verslagen door koning Sancho II van Castilië, die naast Bureba en La Rioja ook de stad Álava veroverde.
Sancho zette het beleid van zijn vader verder door in zijn eerste regeringsjaren de koninklijke titel nog niet te gebruiken, hoewel Aragón een grotendeels onafhankelijke staat was. Dit veranderde in 1076, toen koning Sancho IV van Navarra werd vermoord door zijn eigen edelen. Dit veroorzaakte een opvolgingscrisis in Navarra, dat de suzereiniteit had over het koninkrijk Aragón. Aanvankelijk werd Sancho's zoon García, die na de moord van zijn vader naar Castilië was gevlucht, door koning Alfons VI van Castilië erkend als titulair koning. Sancho I, die zelf het koninkrijk Navarra wilde erven, sloot daarop een alliantie met de Navarrese edelen die niet wilden dat Navarra onder de invloed van het koninkrijk Castilië zou komen. Uiteindelijk werd de crisis opgelost door het koninkrijk Navarra op te delen: Sancho Ramírez werd verkozen tot koning van Navarra, maar moest de betwiste westelijke provincies van het koninkrijk afstaan aan koning Alfons VI van Castilië. Vanaf nu noemde Sancho zich niet alleen koning van Navarra, maar ook koning van Aragón.
In 1064 veroverde Sancho de stad Barbastro, gevolgd door Graus in 1083 en Monzón in 1089. In 1084 werd hij door El Cid verslagen in de Slag bij Morella, tijdens diens raid op de landerijen van Sancho en zijn moslimbondgenoten. In 1094 sneuvelde Sancho in de Slag bij Huesca toen hij geraakt werd door een pijl terwijl hij de wallen aan het inspecteren was van de stad die in handen was van de moslims.

## Huwelijk en nakomelingen
Rond het jaar 1062 huwde Sancho I met Isabella van Urgell (overleden in 1071), dochter van graaf Ermengol III van Urgell. Ze kregen een zoon:
- Peter I (1068-1104), koning van Aragón en Navarra

Na de dood van Isabella hertrouwde hij in 1071 met Felicitas van Roucy (overleden in 1123), dochter van graaf Hilduin IV van Montdidier. Ze kregen drie kinderen:
- Ferdinand (1071-1094)
- Alfons I (1073-1134), koning van Aragón en Navarra
- Ramiro II (1086-1157), koning van Aragón

## Voorouders
| Voorouders van Sancho I van Aragón | Voorouders van Sancho I van Aragón                               | Voorouders van Sancho I van Aragón                               | Voorouders van Sancho I van Aragón                               | Voorouders van Sancho I van Aragón                               | Voorouders van Sancho I van Aragón                               | Voorouders van Sancho I van Aragón                               | Voorouders van Sancho I van Aragón                               | Voorouders van Sancho I van Aragón                               |
| ---------------------------------- | ---------------------------------------------------------------- | ---------------------------------------------------------------- | ---------------------------------------------------------------- | ---------------------------------------------------------------- | ---------------------------------------------------------------- | ---------------------------------------------------------------- | ---------------------------------------------------------------- | ---------------------------------------------------------------- |
| Overgrootouders                    | García II van Navarra (964-1000) ∞ Jimena Fernández (970-1045)   | García II van Navarra (964-1000) ∞ Jimena Fernández (970-1045)   | ? (-) ∞ ? (-)                                                    | ? (-) ∞ ? (-)                                                    | Roger I van Carcassonne (948-1012) ∞ Adelheid van Rouergue (-)   | Roger I van Carcassonne (948-1012) ∞ Adelheid van Rouergue (-)   | Garcia Arnaud (-1052) ∞ ? (-)                                    | Garcia Arnaud (-1052) ∞ ? (-)                                    |
| Grootouders                        | Sancho III van Navarra (994-1035) ∞ Sancha van Aybar (-)         | Sancho III van Navarra (994-1035) ∞ Sancha van Aybar (-)         | Sancho III van Navarra (994-1035) ∞ Sancha van Aybar (-)         | Sancho III van Navarra (994-1035) ∞ Sancha van Aybar (-)         | Bernard Rogier van Foix (962-1034) ∞ Gersendis van Bigorre (-)   | Bernard Rogier van Foix (962-1034) ∞ Gersendis van Bigorre (-)   | Bernard Rogier van Foix (962-1034) ∞ Gersendis van Bigorre (-)   | Bernard Rogier van Foix (962-1034) ∞ Gersendis van Bigorre (-)   |
| Ouders                             | Ramiro I van Aragón (1006-1063) ∞ Gilberga van Comminges (-1054) | Ramiro I van Aragón (1006-1063) ∞ Gilberga van Comminges (-1054) | Ramiro I van Aragón (1006-1063) ∞ Gilberga van Comminges (-1054) | Ramiro I van Aragón (1006-1063) ∞ Gilberga van Comminges (-1054) | Ramiro I van Aragón (1006-1063) ∞ Gilberga van Comminges (-1054) | Ramiro I van Aragón (1006-1063) ∞ Gilberga van Comminges (-1054) | Ramiro I van Aragón (1006-1063) ∞ Gilberga van Comminges (-1054) | Ramiro I van Aragón (1006-1063) ∞ Gilberga van Comminges (-1054) |
| Sancho I van Aragón (1043-1094)    |                                                                  |                                                                  |                                                                  |                                                                  |                                                                  |                                                                  |                                                                  |                                                                  |